# Греково-Степановка
Гре́ково-Степа́новка — село в Чертковском районе Ростовской области.
Входит в состав Алексеево-Лозовского сельского поселения.

## Население
| 2010 |
| ---- |
| 605  |

## Улицы
| - ул. Весёлая, - ул. Дружбы, - ул. Мира, - ул. Молодёжная, | - ул. Олимпийская, - ул. Подгорная, - пер. Тихий, - ул. Центральная. |